# محمدعلی‌قرگه
محمدعلی‌قرگه، روستایی از توابع دهستان بشیوه و پاطاق بخش مرکزی شهرستان سرپل ذهاب در استان کرمانشاه ایران است و ساکنان این روستا پیرو دین اسلام و مذهب شیعه میباشند و به زبان کردی و گویش کلهری سخن میگویند.

## جمعیت
این روستا در دهستان بشیوه و پاطاق قرار دارد و براساس سرشماری مرکز آمار ایران در سال ۱۳۸۵، جمعیت آن ۶۹ نفر (۱۸خانوار) بوده‌است.